# Japan Ice Hockey League 1986/87
Die Saison 1986/87 war die 21. Spielzeit der Japan Ice Hockey League, der höchsten japanischen Eishockeyspielklasse. Meister wurden zum insgesamt neunten Mal in der Vereinsgeschichte die Ōji Eagles. Topscorer mit 46 Punkten wurde Norio Suzuki von Meister Ōji Eagles.

## Modus
In der Regulären Saison absolvierte jede der sechs Mannschaften insgesamt 30 Spiele. Der Erstplatzierte nach der Regulären Saison wurde Meister. Für einen Sieg erhielt jede Mannschaft zwei Punkte, bei einem Unentschieden einen Punkt und bei einer Niederlage null Punkte.

## Reguläre Saison

### Tabelle
|    | Team                                | GP | W  | L  | T | GF  | GA  | Pts |
| -- | ----------------------------------- | -- | -- | -- | - | --- | --- | --- |
| 1. | Ōji Eagles                          | 30 | 23 | 3  | 4 | 158 | 66  | 50  |
| 2. | Kokudo Ice Hockey Club              | 30 | 20 | 6  | 4 | 131 | 81  | 44  |
| 3. | Seibu Prince Rabbits                | 30 | 13 | 12 | 5 | 108 | 105 | 31  |
| 4. | Snow Brand Ice Hockey Club          | 30 | 11 | 13 | 6 | 94  | 98  | 28  |
| 5. | Furukawa Ice Hockey Club            | 30 | 4  | 20 | 6 | 68  | 131 | 14  |
| 6. | Jūjō Papaer Kushiro Ice Hockey Club | 30 | 4  | 21 | 5 | 68  | 146 | 13  |

GP = Spiele, W = Siege, L = Niederlagen, T = Unentschieden

### Topscorer
Abkürzungen: T = Tore, A = Assists, P = Punkte
|     | Spieler          | Team       | T  | A  | P  |
| --- | ---------------- | ---------- | -- | -- | -- |
| 1.  | Norio Suzuki     | Ōji        | 28 | 18 | 46 |
| 2.  | Kazumi Unjo      | Kokudo     | 23 | 16 | 39 |
| 3.  | Yoshio Hoshino   | Kokudo     | 16 | 22 | 38 |
| 4.  | Keiji Takahashi  | Ōji        | 21 | 14 | 35 |
| 5.  | Sadaki Honma     | Ōji        | 15 | 13 | 28 |
| 5.  | Toshiyuki Yajima | Ōji        | 13 | 15 | 28 |
| 7.  | Yuji Iwamoto     | Snow Brand | 10 | 17 | 27 |
| 8.. | Hikomi Senuma    | Kokudo     | 17 | 8  | 25 |
| 8.  | Shinji Sawazaki  | Jujo       | 16 | 9  | 25 |
| 8.  | Masayuki Ikeda   | Furukawa   | 14 | 11 | 25 |

## Auszeichnungen
- Most Valuable Player – Norio Suzuki, Ōji Eagles
- Rookie of the Year – Kunio Takagi, Kokudo Ice Hockey Club

## All-Star-Team
| Tor          | Katsunori Hirano (Ōji) | Katsunori Hirano (Ōji) | Katsunori Hirano (Ōji) | Katsunori Hirano (Ōji) | Katsunori Hirano (Ōji) | Katsunori Hirano (Ōji) |
| Verteidigung | Koji Wakasa (Ōji)      | Koji Wakasa (Ōji)      | Koji Wakasa (Ōji)      | Kunio Takagi (Kokudo)  | Kunio Takagi (Kokudo)  | Kunio Takagi (Kokudo)  |
| Sturm        | Toshiyuki Yajima (Ōji) | Toshiyuki Yajima (Ōji) | Norio Suzuki (Ōji)     | Norio Suzuki (Ōji)     | Keiji Takahashi (Ōji)  | Keiji Takahashi (Ōji)  |